# Libocedrus austrocaledonicus
Espèce
Classification phylogénétique
Statut de conservation UICN

 NT  : Quasi menacé
Libocedrus austrocaledonicus est une espèce de conifères de la famille des Cupressaceae. Elle est endémique de la forêt humide de la Nouvelle-Calédonie. Elle est quasi-menacée.

## Synonyme
- Stegocedrus austrocaledonica (Brongn. & Gris) Doweld

## Remarque
Le nom scientifique valide de cette espèce connaît une incroyable variabilité : l'espèce fut décrite sous le nom de Libocedrus austro-caledonica. C'est sous ce nom que le suivi de protection de l'espèce est effectué. Ce nom présente une faute d'accord en latin, le site de The IPNI répertorie donc le nom rectifié : Libocedrus austro-caledonicus. Enfin, Les Jardins botaniques royaux de Kew, référence taxinomique, répertorient l'espèce sous le nom de Libocedrus austrocaledonicus, le trait d'union ne se justifiant pas forcément. On rencontre également une autre forme bâtarde : Libocedrus austrocaledonica.